# Grote Prijs Affligem
De Grote Prijs Affligem is een Belgische wielerwedstrijd die verreden wordt in de gemeente Affligem, in de provincie Vlaams-Brabant.
Het wordt beschouwd als de oudste niet-professionele wedstrijd van België. In 1919 werd de eerste koers georganiseerd door de arts Alfred Tistaert. Na zijn overlijden werd de wielerclub Dokter Tistaertvrienden opgericht om de koers te blijven organiseren. Op de lijst van deelnemers staan grote namen als Eddy Merckx en Willy Teirlinck.